# Trạng nguyên Việt Nam
Bài này chỉ nói về trạng nguyên ở Việt Nam. Xem các nghĩa của nó khác nhau ở chỗ nào, bao gồm nghĩa trạng nguyên ở các nước khác, tại trạng nguyên (định hướng)
Trạng nguyên (chữ Hán: 狀元) là danh hiệu thuộc học vị tiến sĩ của người đỗ với số điểm tối đa trong các khoa đình thời phong kiến ở Việt Nam của các triều nhà Lý, Trần, Lê và Mạc kể từ khi có danh hiệu Tam khôi dành cho 3 vị trí đầu tiên. Người đỗ Trạng nguyên nói riêng và đỗ tiến sĩ nói chung phải vượt qua 3 kỳ thi: thi hương, thi hội và thi đình.
Khoa thi đầu tiên được mở ra dưới thời Lý năm 1075, lúc đó vua nhà Lý chưa đặt ra định chế tam khôi nên người đỗ đầu khoa thi này là Lê Văn Thịnh chưa được gọi là Trạng nguyên. Danh sách cụ thể những người đỗ đầu các kỳ thi này xem bài Thủ khoa Đại Việt. Phải đến khoa thi năm Thiên Ứng Chính Bình thứ 16 đời vua Trần Thái Tông (1247) mới đặt ra định chế tam khôi (3 vị trí đỗ đầu có tên gọi thứ tự là: Trạng nguyên, Bảng nhãn, Thám hoa) thì mới có danh hiệu Trạng nguyên. Đến thời nhà Nguyễn thì không lấy danh hiệu Trạng nguyên nữa (danh hiệu cao nhất dưới thời nhà Nguyễn là Đình nguyên). Do đó Trạng nguyên cuối cùng là Trịnh Tuệ đỗ khoa Bính Thìn (1736) thời Lê-Trịnh.

## Danh sách
Dưới đây là danh sách các Trạng nguyên của Việt Nam. Danh sách này bao gồm những người được phong là thủ khoa và Chính danh Trạng nguyên từ khi có danh vị này.
Trường hợp phân chia 2 ngôi vị thời Trần Kinh Trạng nguyên (đỗ đầu các Tiến sĩ quê từ Ninh Bình trở ra) và Trại Trạng nguyên (đỗ đầu các Tiến sĩ quê từ Thanh Hoá trở vào) cũng được ghi đủ cả hai vị. Một số trong số này đã được ghi danh vào bia Tiến sĩ ở Văn Miếu-Quốc Tử Giám.
| Thứ tự | Tên                  | Năm sinh năm mất | Quê       | Năm đỗ Trạng nguyên | Đời vua         | Ghi chú                                                                          |
| ------ | -------------------- | ---------------- | --------- | ------------------- | --------------- | -------------------------------------------------------------------------------- |
| 1      | Khương Công Phụ      | 731 - 805        | Thanh Hóa | 780                 | Đường Đức Tông  | Trạng nguyên đầu tiên, làm đến tể tướng thời Đường.                              |
| 2      | Lê Văn Thịnh         | 1050-1096        | Bắc Ninh  | 1075                | Lý Nhân Tông    | Trạng nguyên đầu tiên thời kì độc lập.                                           |
| 3      | Mạc Hiển Tích        | 1060-1189        | Hải Phòng | 1086                | Lý Nhân Tông    | Tổ 5 đời của Trạng nguyên Mạc Đĩnh Chi.                                          |
| 4      | Bùi Quốc Khái        | 1141-1234        | Hải Phòng | 1185                | Lý Cao Tông     |                                                                                  |
| 5      | Nguyễn Công Bình     |                  | Phú Thọ   | 1213                | Lý Huệ Tông     | Ông tổ nghề nuôi ong.                                                            |
| 6      | Trương Hanh          | 1200-?           | Hải Phòng | 1232                | Trần Thái Tông  | Trạng nguyên đầu tiên của triều đại nhà Trần.                                    |
| 7      | Lưu Miễn             |                  | Thanh Hóa | 1239                | Trần Thái Tông  |                                                                                  |
| 8      | Nguyễn Quan Quang    | 1222- ?          | Bắc Ninh  | 1246                | Trần Thái Tông  | Trạng nguyên đầu tiên của nước ta. (Khoa thi đầu tiên đặt ra danh hiệu Tam Khôi) |
| 9      | Nguyễn Hiền          | 1234-1255        | Ninh Bình | 1247                | Trần Thái Tông  | Trạng nguyên nhỏ tuổi nhất.                                                      |
| 10     | Trần Quốc Lặc        | 1230-?           | Hải Phòng | 1256                | Trần Thái Tông  | Kinh Trạng nguyên                                                                |
| 11     | Trương Xán           | 1227-?           | Quảng Trị | 1256                | Trần Thái Tông  | Trại Trạng nguyên                                                                |
| 12     | Trần Cố              |                  | Hải Phòng | 1266                | Trần Thánh Tông | Kinh Trạng nguyên                                                                |
| 13     | Bạch Liêu            | 1236-1315        | Nghệ An   | 1266                | Trần Thánh Tông | Trại Trạng nguyên                                                                |
| 14     | Lý Đạo Tái           | 1254-1334        | Bắc Ninh  | 1272                | Trần Thánh Tông | Tổ thứ ba (Huyền Quang) của thiền phái Trúc Lâm Yên Tử                           |
| 15     | Đào Tiêu             |                  | Hà Tĩnh   | 1275                | Trần Thánh Tông |                                                                                  |
| 16     | Mạc Đĩnh Chi         | 1272-1346        | Hải Phòng | 1304                | Trần Anh Tông   | Cháu 5 đời của Mạc Hiển Tích, Lưỡng quốc Trạng nguyên                            |
| 17     | Đào Sư Tích          | 1348-1396        | Ninh Bình | 1374                | Trần Duệ Tông   | Tam nguyên                                                                       |
| 18     | Lưu Thúc Kiệm        | 1373-1434        | Bắc Ninh  | 1400                | Hồ Quý Ly       |                                                                                  |
| 19     | Nguyễn Trực          | 1417-1474        | Hà Nội    | 1442                | Lê Thái Tông    | Lưỡng quốc Trạng nguyên- văn bia đầu tiên.                                       |
| 20     | Nguyễn Nghiêu Tư     | 1383-1471        | Bắc Ninh  | 1448                | Lê Nhân Tông    | Trạng Lợn, Lưỡng quốc trạng nguyên, Trạng nguyên lớn tuổi nhất                   |
| 21     | Lương Thế Vinh       | 1441-1496        | Ninh Bình | 1463                | Lê Thánh Tông   | Trạng Lường                                                                      |
| 22     | Vũ Kiệt              | 1452-?           | Bắc Ninh  | 1472                | Lê Thánh Tông   | Trạng Vít                                                                        |
| 23     | Vũ Tuấn Chiêu        | 1425-?           | Ninh Bình | 1475                | Lê Thánh Tông   |                                                                                  |
| 24     | Phạm Đôn Lễ          | 1454-?           | Hưng Yên  | 1481                | Lê Thánh Tông   | Trạng Chiếu (Tam nguyên)                                                         |
| 25     | Nguyễn Quang Bật     | 1463-1505        | Bắc Ninh  | 1484                | Lê Thánh Tông   |                                                                                  |
| 26     | Trần Sùng Dĩnh       | 1465-?           | Hải Phòng | 1487                | Lê Thánh Tông   |                                                                                  |
| 27     | Vũ Duệ               | ?-1520           | Phú Thọ   | 1490                | Lê Thánh Tông   |                                                                                  |
| 28     | Vũ Tích (Vũ Dương)   |                  | Hải Phòng | 1493                | Lê Thánh Tông   | Tam nguyên                                                                       |
| 29     | Nghiêm Hoản          |                  | Bắc Ninh  | 1496                | Lê Thánh Tông   | Trạng Hổ                                                                         |
| 30     | Đỗ Lý Khiêm          |                  | Hưng Yên  | 1499                | Lê Hiển Tông    |                                                                                  |
| 31     | Lê Ích Mộc           | 1458-1538        | Hải Phòng | 1502                | Lê Hiển Tông    |                                                                                  |
| 32     | Lê Nại               | 1528-?           | Hải Phòng | 1505                | Lê Uy Mục       | Trạng Ăn                                                                         |
| 33     | Nguyễn Giản Thanh    | 1482-?           | Bắc Ninh  | 1508                | Lê Uy Mục       | Trạng Me                                                                         |
| 34     | Hoàng Nghĩa Phú      | 1479-?           | Hà Nội    | 1511                | Lê Tương Dực    |                                                                                  |
| 35     | Nguyễn Đức Lượng     | 1465-?           | Hà Nội    | 1514                | Lê Tương Dực    |                                                                                  |
| 36     | Ngô Miễn Thiệu       | 1498-?           | Bắc Ninh  | 1518                | Lê Chiêu Tông   |                                                                                  |
| 37     | Hoàng Văn Tán        |                  | Bắc Ninh  | 1523                | Lê Cung Hoàng   |                                                                                  |
| 38     | Trần Tất Văn         | 1428-1527        | Hải Phòng | 1526                | Lê Cung Hoàng   |                                                                                  |
| 39     | Đỗ Tống              | 1504-?           | Hưng Yên  | 1529                | Mạc Thái Tổ     |                                                                                  |
| 40     | Nguyễn Thiến         | 1495-1557        | Hà Nội    | 1532                | Mạc Thái Tông   |                                                                                  |
| 41     | Nguyễn Bỉnh Khiêm    | 1491-1585        | Hải Phòng | 1535                | Mạc Thái Tông   | Trạng Trình                                                                      |
| 42     | Giáp Hải             | 1517-1586        | Bắc Ninh  | 1538                | Mạc Thái Tông   | Trạng Ác                                                                         |
| 43     | Nguyễn Kỳ            | 1518- ?          | Hưng Yên  | 1541                | Mạc Hiến Tông   |                                                                                  |
| 44     | Dương Phúc Tư        | 1505-1564        | Hưng Yên  | 1547                | Mạc Tuyên Tông  |                                                                                  |
| 45     | Trần Văn Bảo         | 1524-1610        | Ninh Bình | 1550                | Mạc Tuyên Tông  |                                                                                  |
| 46     | Nguyễn Lượng Thái    | 1525-1576        | Bắc Ninh  | 1553                | Mạc Tuyên Tông  |                                                                                  |
| 47     | Phạm Trấn            | 1523-?           | Hải Phòng | 1556                | Mạc Tuyên Tông  |                                                                                  |
| 48     | Phạm Duy Quyết       | 1521-?           | Hải Phòng | 1562                | Mạc Mậu Hợp     |                                                                                  |
| 49     | Phạm Quang Tiến      |                  | Bắc Ninh  | 1565                | Mạc Mậu Hợp     |                                                                                  |
| 50     | Nguyễn Xuân Chính    | 1587-?           | Bắc Ninh  | 1637                | Lê Thần Tông    | Trạng Cháy                                                                       |
| 51     | Nguyễn Quốc Trinh    | 1624-1674        | Hà Nội    | 1659                | Lê Thần Tông    |                                                                                  |
| 52     | Đặng Công Chất       | 1621-1683        | Hà Nội    | 1661                | Lê Thần Tông    |                                                                                  |
| 53     | Lưu Danh Công        | 1643-?           | Hà Nội    | 1670                | Lê Huyền Tông   |                                                                                  |
| 54     | Nguyễn Đăng Đạo      | 1650-1718        | Bắc Ninh  | 1683                | Lê Hy Tông      | Trạng Bịu, Lưỡng quốc Trạng nguyên                                               |
| 55     | Trịnh Tuệ /Trịnh Huệ | 1701-?           | Thanh Hóa | 1736                | Lê Ý Tông       | Trạng nguyên cuối cùng                                                           |

Trong danh sách trên, quê hương các Trạng nguyên chỉ có ở 9 tỉnh: Bắc Ninh có 16, Hải Phòng có 14, Hà Nội có 7, Ninh Bình và Hưng Yên có 5, Thanh Hóa có 3, Phú Thọ có 2, Nghệ An, Hà Tĩnh và Quảng Trị có 1 Trạng nguyên.
Nếu dựa theo danh sách này thì có 48 Trạng nguyên chính thức và Trạng nguyên đầu tiên là Nguyễn Quan Quang. Những người đỗ đầu các khoa thi từ năm 1246 trở về trước chưa đặt danh hiệu trạng nguyên.
Tuy nhiên, các tác giả Vũ Xuân Thảo trong bài Vài số liệu, tư liệu chưa chính xác trong cuốn "Những ông nghè ông cống triều Nguyễn" đăng trên tạp chí Xưa và Nay số 67, tháng 9 năm 1999 và Lê Thái Dũng trong Giở trang sử Việt năm 2008 của Nhà xuất bản Đại học Quốc gia Hà Nội thì Trạng nguyên đầu tiên là Nguyễn Quan Quang, đỗ khoa Bính Ngọ (1246).
Có tài liệu như Các nhà khoa bảng Việt Nam (dẫn theo Hồng Đức ) lại tính Nguyễn Quan Quang là vị trạng nguyên đầu tiên: Phải tới khoa thi thứ 6 (khoa Đại tỉ thủ sĩ) vào năm Bính Ngọ (1246), niên hiệu Thiên Ứng Chính Bình thứ 15, đời vua Trần Thái Tông mới đặt danh hiệu Tam khôi (Trạng nguyên – Bảng nhãn – Thám hoa) và Nguyễn Quan Quang đã đậu Trạng nguyên, Phạm Văn Tuấn đậu Bảng nhãn, Vương Hữu Phùng đậu Thám hoa.
Trong danh sách 47 vị trạng nguyên treo ở Văn Miếu - Quốc Tử Giám (Hà Nội) thì Nguyễn Quan Quang được ghi đầu tiên rồi sau đó mới là Nguyễn Hiền.

## Thống kê
Thống kê này được tính theo tỉnh ngày nay. Ví dụ Nguyễn Bỉnh Khiêm sinh tại thôn Trung Am huyện Vĩnh Lại, Hải Dương nay là xã Lý Học, huyện Vĩnh Bảo, Hải Phòng được xem là người Hải Phòng. Hai trường hợp khi chấm đỗ ngôi Trạng nguyên, nhưng sau đó bị truất là Triệu Nghị Phù (Khoa thi 1496) người Lập Thạch, Vĩnh Phúc ngày nay và Hứa Tam Tỉnh (Khoa thi 1508) người Yên Phong, Bắc Ninh ngày nay thì đều không được tính.
| Bắc Ninh                                                    | 15 |
| Hải Dương                                                   | 11 |
| Hà Nội                                                      | 7  |
| Nam Định                                                    | 5  |
| Hải Phòng, Hưng Yên, Thanh Hóa                              | 3  |
| Thái Bình                                                   | 2  |
| Bắc Giang, Nghệ An, Phú Thọ, Quảng Bình, Hà Tĩnh, Vĩnh Phúc | 1  |
|                                                             |    |

## Số Trạng nguyên
Theo một số tài liệu, trong đó có cuốn Những ông nghè ông cống triều Nguyễn của Bùi Hạnh Cẩn, Nguyễn Loan và Lan Phương, Nhà xuất bản Văn hóa Thông tin, 1995, dựa vào các công trình Các nhà khoa bảng Việt Nam, Nhà xuất bản Văn hóa, 1993; Quốc triều hương khoa lục, Nhà xuất bản TP HCM, 1993 thì từ khi bắt đầu mở khoa thi (1075) đến khi chấm dứt (khoa thi cuối cùng tổ chức năm 1919), tổng cộng có 184 khoa thi với 2785 vị đỗ đại khoa (đỗ tiến sĩ và tính cả phó bảng), trong đó có 55 Trạng nguyên (gồm 7 trong số 9 thủ khoa Đại Việt và 48 trạng nguyên trong danh sách này).
Tuy nhiên, tác giả Vũ Xuân Thảo trong bài Vài số liệu, tư liệu chưa chính xác trong cuốn "Những ông nghè ông cống triều Nguyễn" đăng trên tạp chí Xưa và Nay số 67, tháng 9 năm 1999 đã cho rằng con số trên không chính xác. Theo ông thì từ năm 1075 đến năm 1919 có tổng cộng có 185 khoa thi với 2898 vị đỗ đại khoa (tính từ phó bảng trở lên), trong đó chỉ có 47 Trạng nguyên. Cũng theo tác giả này và Lê Thái Dũng trong Giở trang sử Việt năm 2008 của Nhà xuất bản Đại học Quốc gia Hà Nội thì Trạng nguyên đầu tiên là Nguyễn Quan Quang, đỗ khoa Bính Ngọ (1246).
Sách giáo khoa Tiếng Việt lớp 5, tập 1 (2008), trong bài "Nghìn năm văn hiến" (trang 15) của tác giả Nguyễn Hoàng có ghi số liệu như sau: tổng số 185 khoa thi với 2896 người đỗ tiến sĩ, trong đó có 47 Trạng nguyên (thời Trần: 9; thời Lê: 27; thời Mạc: 11).